# Avenue Ginette Javaux

L'avenue Ginette Javaux est une avenue bruxelloise de la commune d'Auderghem qui relie l'avenue Jules Vandeleene au rond-point de l'arbre (boulevard des Invalides) sur une longueur de 160 mètres.

## Historique et description
La société Bouygues Immobilier Belgium demanda un permis d'urbanisme pour implanter un nouveau quartier longeant la rue Jules Cockx, sur les terrains d'AIB et de FIAT Belgium. 
Cette nouvelle voie fut donc inaugurée et sera ultérieurement prolongée jusqu'au boulevard des Invalides.
Le conseil communal décida en 2005 d'appeler cette voie d'après une artiste-peintre qui représenta la commune lors des fêtes de jumelage avec Vallauris et qui avait établi son atelier au Rouge-Cloître : Ginette Javaux.

## Situation et accès
| ___ | Ce site est desservi par la station de métro : Delta. |